# 旧高旧領取調帳
旧高旧領取調帳（きゅうだかきゅうりょうとりしらべちょう）は、明治時代初期に政府が各府県に作成させた、江戸時代における日本全国の村落の実情を把握するための台帳である。
原本は現存せず（後述）。

## 概要
取調帳には旧村名・旧領名・旧高・旧県名の4種類の項目について、郡別にまとめられており、おおむね慶応年間から明治4年（1871年）頃までの実情を示す史料と見られる。例えば尾張国の旧高旧領取調帳の冒頭は以下のように記載されている。
| 「 | 尾張国愛知郡 旧村名 旧領名 明治二年取調旧高 旧県名 名古屋村 名古屋藩領分 高弐千六百拾六石弐斗九升 名古屋県 〃 万松寺領 〃三百石 〃 管下 | 」 |

ただし調書を作成した際の府県によって基準年や内容にばらつきがあり、例えば旧領名として幕末時点での領主を示しているもの、府藩県三治制下での府藩県の移管後の状況を示すもの、などが混ざり、旧県名も、廃藩置県前の管轄状況を示すものと、廃藩置県後の管轄状況をしめすものが混在している。旧高として記載されている石高についても、国郡によって基準年にばらつきがあり、大部分は明治元年（1868年）の石高となっているが、廃藩置県前に各府藩県がまとめた明治3年（1870年）以前の石高、廃藩置県後に政府の統一基準で各府県が算出し直した明治4年から地租改正開始直前の明治6年（1873年）までの石高など、複数の基準による石高統計が混ざっている。千葉県の事例では天保郷帳からの改訂という体裁で江戸時代の高直しの情報までまとめられている。一方で明治六年政変以降西南戦争まで半独立状態となった鹿児島県分については明治12年調査となっている。
取調帳の編纂過程は明らかではないが、青森県・岐阜県は明治9年（1876年）、宮城県・山形県は明治10年（1877年）、三重県・鹿児島県は明治14年（1881年）に取調帳を政府に提出しており、内務省の管轄下において未完に終わった『皇国地誌』と並行して編纂作業が進められたと考えられている。取調帳の原本は内務省地理局地誌課が保管していたが、関東大震災の際に全て焼失した。
原本は失われたものの、震災以前に歴史地理学者の蘆田伊人が作成した筆写本が残されており、この写本は現在明治大学図書館に所蔵されている（「蘆田本」。「明大本」とも）。しかし蘆田本も明治大学に買取られた時点ですでに出羽国・豊前国・豊後国の3か国分、加賀国・能登国・越中国・但馬国・出雲国・石見国・隠岐国の7か国分、丹波国氷上郡・多紀郡の2郡分が散佚していた。ただし、昭和初期頃に作成された蘆田本をさらに筆写した二次写本が東京大学図書館に所蔵されており（「東大本」。これをマイクロ複写したものが「雄松堂本」）、蘆田本の散佚分のうち出羽・豊前・豊後の3か国分についてはこの二次写本で補うことができる。

### 活字化と電子化
明治大学教授の木村礎が、蘆田本を底本として東大本および『天保郷帳』『地方行政区画便覧』などを用い、欠落部分および筆写本ゆえの誤写と思われる箇所に校訂を加えたものが、近藤出版社から日本史料選書の一部として刊行された（全6冊）。
- 関東編（日本史料選書3、1969年9月）
- 近畿編（日本史料選書11、1975年3月）
- 中部編（日本史料選書13、1977年4月）
- 中国・四国編（日本史料選書16、1978年6月）
- 九州編（日本史料選書18、1979年8月）
- 東北編（日本史料選書19、1979年8月）

さらに現在では国立歴史民俗博物館が木村本にさらに校訂を加えてデータベースを作成し、同館のホームページ上でこれを公開している。
なお旧高旧領取調帳データベースで公開されている石高の内、半角英数字で入力されている【旧高（１）】の数字に関しては、整理に用いた表計算ソフトに由来すると思われる有効桁数の誤差の問題があり、小数点第4位(勺)よりも下の桁の石高について木村礎校訂本とは異なる数字が表示される問題が発生している。全角漢字で入力されている【旧高（２）】の数字を用いることにより、この問題は解消される。